# 조선민주주의인민공화국 전기성
전기성(電氣省) 또는 전기공업성(電氣工業省)은 조선민주주의인민공화국의 전력 공급, 화력 발전 및 수력 발전 등 전기, 원자력 제반 사항, 전기 공학을 관장하는 중앙 행정 기관이다. 전기 관련 업무를 체신부나 통신부, 공업부, 건설부, 과학기술담당 부처가 관장하는 타 국가와는 다르게 1948년 9월 2일 내각 수립 후 별도로 전기 업무만을 관장하는 부서로 신설, 출범하였다.

## 연혁
- 1948년 9월 2일 전기성 출범

## 역대 상, 부상

### 역대 전기상
- 김두삼 1954년 3월 23일 ~ 1957년 9월 19일
- 김두삼 1957년 9월 20일 ~

- 신태록 1998년 9월 1일 ~

### 역대 부상
- 박원무 1948년 9월 2일 ~
- 김영삼 1948년 9월 2일 ~

## 산하 기관
- 동력발전위원회
- 조선전기 주식회사

## 기타
1949년까지도 대한민국의 일부 지역은 북조선에서 공급하는 전력에 의존하였다. 1948년 전조선 제정당 사회단체 연석회의 당시 남북협상파 일부는 북조선에서 전력 공급을 중단하지 않도록 하겠다 했으나 1948년 5월부터 북조선 전기성은 수시로 전력공급을 중단하여, 남한 내 사업에 차질을 빚기도 했다.